# Apriona neglecta
Apriona neglecta är en skalbaggsart som beskrevs av Conrad Ritsema 1911. Apriona neglecta ingår i släktet Apriona och familjen långhorningar. Inga underarter finns listade i Catalogue of Life.